# Необычайные приключения Адель
«Необычайные приключения Адель» (фр. Les aventures extraordinaires d'Adèle Blanc-Sec, «Необычайные приключения Адели Блан-Сек») — кинофильм режиссёра Люка Бессона, вышедший на экраны в 2010 году. Фильм основан на одноимённом комиксе Жака Тарди. Премьера картины состоялась 9 апреля 2010 года в рамках Брюссельского международного кинофестиваля фантастических фильмов.

## Сюжет
1912 год. Отчаянная журналистка Адель Блан-Сек готова пойти на все, чтобы добраться до истины и преподнести своим читателям очередную сенсацию. Однажды она отправляется в новую экспедицию, на этот раз в Египет, с целью раздобыть мумию лекаря фараона Рамзеса II. Она надеется оживить мумию при помощи профессора Эсперандье, познавшего высшую мудрость и даже заставившего детеныша птеродактиля вылупиться из древнего яйца. В свою очередь, мумия лекаря, обладая глубокими познаниями в медицине, должна помочь Адели — любимая сестра Адели Агата вот уже пять лет как парализована по вине самой Адели: во время теннисного матча между двумя сёстрами Адель ударила по мячу особенно сильно, и тот попал Агате в лоб. Когда Агата падала без чувств, из её причёски вылетела длинная металлическая шпилька для заколки волос. В результате Агата упала затылком прямо на эту шпильку. Шпилька насквозь пронзила череп и мозг девушки, не убив её, но вызвав паралич. Неожиданно выясняется, что эта мумия не лекарь…
В последних кадрах фильма, счастливая излечением от паралича своей любимой родной сестры Агаты и устранением угрозы Парижу, Адель Блан-Сек отправляется в двухнедельный круиз на трансатлантическом пассажирском лайнере «Титаник». По следу девушки отправляются двое подручных профессора Дьелеве — главного антагониста фильма и главного противника мадемуазель Блан-Сек. Судя по всему, цель этих подручных — либо похитить Блан-Сек с «Титаника», либо втайне убить её («Женщина в зелёной шляпе. Мы о ней позаботимся»). Далее зрителям показывают самого профессора Дьелеве, который с загадочным видом говорит «Bon voyage, мадемуазель Блан-Сек», тем самым намекая на скорую катастрофу «Титаника» и гибель в ней самой Блан-Сек. Однако дальнейшая судьба Адели в конце фильма не раскрывается.

## В ролях
- Луиза Бургуэн — Адель Блан-Сек
- Матье Амальрик — Дьелеве
- Жиль Лелуш — инспектор Альберт Капони
- Жан-Поль Рув — Жюстен де Сент-Юбер
- Джеки Нерсессян — Мари-Жозеф Эсперандье
- Филипп Наон — профессор Менар
- Николя Жиро — Андрей Зборовски
- Лор де Клермон-Тоннер — Агата Блан-Сек
- Жерар Шайу — президент Франции Арман Фальер

## Критика
На агрегаторе рецензий Rotten Tomatoes фильм получил оценку 85 % на основе отзывов 26 критиков со средней оценкой 6,1 из 10. Консенсус критиков сайта гласит: «Это приключенческая пряжа старой школы с прялкой по-европейски и в целом довольно восхитительная».
Джордан Минцер из Variety назвал фильм «безупречной адаптацией комиксов» и высоко оценил игру Луизы Бургуэн в роли главной героини. Однако Минцер назвал работу Бессона «неровной».
Энджи Эрриго из Empire дала фильму 4 звезды, назвав фильм «великолепной вознёй, с достаточным количеством острых ощущений, смеха и красивых картинок, чтобы вознаградить любителей приключений».